# راندي بويد
راندي بويد (بالإنجليزية: Randy Boyd)‏ هو سياسي أمريكي، ولد في 23 مارس 1954 في راسلفيل في الولايات المتحدة. حزبياً، نشط في الحزب الجمهوري. وقد انتخب عضو مجلس نواب مسيسيبي.